# 赵丁选
赵丁选（1965年—），男，河南濮阳人，中国工程机器人、复杂机械系统动力学及仿真专家，燕山大学机械工程学院教授、博士生导师，教育部长江学者特聘教授。现任燕山大学校长。

## 生平
1985年毕业于西安冶金建筑学院机械工程专业，1988年取得吉林工业大学工程机械专业工学硕士，1992年取得吉林工业大学工程机械专业工学博士，后留校任教。
2015年9月，任燕山大学副校长；2019年5月，任燕山大学校长。

## 社会兼职
- 国务院学位委员会学科评议组成员
- 中国工程机械学会副理事长
- 中国工程机械学会铲土运输机械分会理事长
- 中国机械工程学会流体传动与控制学会常务委员
- 中国机械工业科学技术奖工程机械评审组评审专家
- 国家留学基金委员会出国留学项目评审专家
- 科技部“973”项目会评专家
- 国家科技奖评审专家
- 国家自然科学基金委员会会评专家